# Мирсалихов, Хамид
Хамид Мирсалихов (Ташкент, Узбекистан, 1913 — Чехословакия, Малацки, 1945) — капитан Советской Армии, участник Великой Отечественной войны.

## Биография

### Ранние годы
Хамид Мирсалихов родился 1913 – году в Узбекской ССР, г. Ташкент, Октябрьский р-н. Был младшим из 3-х братьев. Узбек. 
Хамид Мирсолихов начал свою карьеру в 1931 году в качестве секретаря комсомольской организации в школе имени «Правда Востока» в Калининском районе (деревня Хасанбой), также продолжил обучение на физико-математическом факультете Высшего индустриально-педагогического института. Чувствуя его крайнюю инициативу и организацию, институт и окружной партийный комитет выразили большое доверие Хамиду и отправили его на соответствующие избирательные участки. Работал по специальному заданию в 9-й детской приёмной, затем в 7-м детском доме старшим воспитателем, а затем ведущим комсомольским работником в районе и городе. Он очень заботился о сиротах. Он протянул руку детям которые остались без дома и без присмотра. Халима Мухиддинова, Карима Абдуллаева и многие другие дети детского дома, которые сейчас живут в Чиланзарском районе столицы, всегда благодарны Хамиду Мирсалихову за счастливую и благополучную жизнь.
Он начал свою военную службу в Средней Азии в Ашхабаде. Вскоре его бросили на центральный фронт. 
Единственная дочь — Флора Мирсалихова Хамидовна.

### Военные годы
В 1935 году Хамид Мирсолихов был призван на военную службу. В части был умелым пропагандистом, быстро стал известен как опытный комсомольский рабочий. Он командовал взводом. Вернувшись с военной службы в 1937 году, он работал в Центральном дворце пионеров имени В. И. Ленина заместителем директора по учебной работе, а затем начальником отдела в райкоме комсомола. Хамид начал войну в Тераевской Слободе.
Март 1942 году в Химках дивизия была объединена в 17-ю кавалерийскую дивизию. 
Младший лейтенант Х. Мирсалихов проявил настоящее мужество в ожесточенных боях на пороге Москвы. Статьи о его мужестве публиковались в передовых газетах под рубрикой «Герои нашего отряда», «Лейтенант Мирсалихов». «Правда Востока» опубликовала большую статью И. Титова. Строки из газет:
```
"… Отряд Мирсалихова смело отбивали атаку противника во время осады три ночи и три дня. Еда уже давно закончилась, было очень холодно, и несмотря на нехватку боеприпасов, они не отступили. На четвёртый день осады пришла помощь. Батальон был атакован. Пуля противника сильно ранила комбата. Мирсалихов принял командование батальоном. Несмотря на то, что он был кавалеристом, он умело руководил пехотой. Они сражались героически. В этом бою Х. Мирсалихов уничтожил один вражеский танк, более пятидесяти офицеров и солдат … ""
```

### Отрывки из наградного листа
Отрывок из наградного листа № 402 14 апреля 1943 г.
```
«18.03.1943 года в бою под село Петроское Гвардия лейтенант Мирсалихов проявил исключительную храбрость со своим эскадроном в обороне. Личный состав эскадрона несколько раз отбивал атаки численно превосходящего противника, при этом проявил исключительную стойкость. В результате ожесточенного боя тов. Мирсалихов своим эскадроном уничтожил 1 танк, 2 бронемашины, 5 мотоциклов и до 100 гитлеровцев, кроме того захватил радиостанцию на автомашине вместе с немецким ефрейтором.»
```

Открывок из наградного листа № 209 13 апреля 1945 г.
```
"Действуя в общем наступлении полка своим эскадроном 27.03.1945 г. стремительными действиями в рукопашном бою захватил село Чехилот и 28.03.1945г проявляя исключительную отвагу и мужество, пренебрегая смертью, личным примером воодушевляя бойцов и офицеров эскадрона поднял в атаку. Ворвавшись в траншеи противника выбил его, уничтожив при этом до 30 солдат противника и на плечах отступающего противника ворвался в город, тем самым дал возможность остальным подразделениям развернуться для общей атаки на город Новые Замки.
```

```
1.04.1945 г. действуя в составе бокового отряда тов. Мирсалихов своим эскадроном очистил от противника село Груба Берша чем и обеспечил левый фланг дивизии и корпуса. При этом тов. Мирсалихов своим эскадроном уничтожил до 75 солдат и офицеров противника, 2 бронетранспортера, три автомашины, одно орудие с тягачём и захватил в плен 29 солдат и офицеров противника. "
```

### Последний бой
Хамид сражался за Москву, Волоколамск, Харьков, Донбасс, Молдавию, Варшаву, Бессарабию, Румынию, Венгрию и Чехословакию. Он покрыл более 17 000 километров вдоль фронта. Он был ранен 13 раз. 8 апреля 1945 года, накануне Великой Победы, он был ранен 14 раз под Братиславой. Травма была тяжелой. Жизнь Хамида Мирсолихова не смогли спасти …
В Чехословакии много братских могил советских спасателей. Одна из таких святынь — могила молодого узбекского мужчины, гвардия капитана Хамида Мирсалихова.
Юные следопыты Дворца пионеров им. Н. К. Крупской в Ташкенте проделали большую работу по созданию героической истории. По инициативе пионеров и членов клуба «Юлдузлар сонмайди» во дворце был создан музей о Хамиде Мирсалихове.

### Улица в честь Героя
31 мая 1972 г. — В канун 50-летия Всесоюзной пионерской организации на пионерском параде Ленинского района юные следопыты пронесли мраморную мемориальную доску на которой золотыми буквами высечено: «Эта улица носит имя гвардии капитана Хамида Мирсалихова. 1913—1945 г. погиб в боях при освобождении Чехословакии». Тогда по решению Ташкентского горисполкома в честь него была переименована улица Первая Сарикульская, на которой родился и вырос сам Хамид Мирсалихов.
В 1979 году мечта его отца сбылась. Флора Мирсолихова защитила диссертацию, верная воле отца. Награждена степенью кандидата физических наук.

## Награды и звания
- Орден Красного Знамени. Военный Совет Западного Фронта приказом № 0498 от 30 апреля 1942 года.[7]
- Орден Красной Звезды. Указ Президиума Верховного Совета СССР № 098 от 14.04.1943 года.[8]
- Орден Отечественной войны I степени. Указ Президиума Верховного Совета СССР № 013 от 05 мая 1945 год.[9]
- Медаль «За оборону Москвы». Указ Президиума Верховного Совета СССР от 1 мая 1944 года.[10]
- Медали СССР.

## Память
Именем Хамида Мирсалихова названа улица в Ташкенте.